# Matadouro 5
Slaughterhouse-Five (bra/prt: Matadouro 5) é um filme estadunidense de 1972, dos gêneros comédia dramática, guerra, fantasia e ficção científica, dirigido por George Roy Hill, com roteiro de Stephen Geller baseado no romance Slaughterhouse-Five Or, The Children's Crusade, a Duty-Dance with Death, de Kurt Vonnegut.

## Sinopse
Sobrevivente de um bombardeio na Segunda Guerra Mundial passa a viver em tempos alternados, ora no presente, como um oftalmologista em Nova York, ora no passado, como um prisioneiro de guerra, e ora no futuro, como um animal enjaulado em outro planeta.

## Prêmios e indicações
| Prêmio/evento      | Categoria                    | Recipiente                   | Resultado |
| ------------------ | ---------------------------- | ---------------------------- | --------- |
| Globo de Ouro 1973 | Revelação masculina          | Michael Sacks                | Indicado  |
| Cannes 1972        | Prêmio do Júri               | Prêmio do Júri               | Venceu    |
| Cannes 1972        | Palma de Ouro (melhor filme) | Palma de Ouro (melhor filme) | Indicado  |